# Kinh tế học xã hội chủ nghĩa
Kinh tế học xã hội chủ nghĩa bao gồm các lý thuyết, thực tiễn và chuẩn mực kinh tế của các hệ thống kinh tế xã hội chủ nghĩa giả định và hiện có. Hệ thống kinh tế xã hội chủ nghĩa được đặc trưng bởi xã hội hóa và hoạt động của tư liệu sản xuất, có thể dưới hình thức hợp tác xã tự trị hoặc sở hữu nhà nước trực tiếp, trong đó sản xuất được thực hiện trực tiếp để sử dụng hơn là vì lợi nhuận. Hệ thống xã hội chủ nghĩa sử dụng thị trường capital good và các yếu tố sản xuất giữa các đơn vị kinh tế được gọi là chủ nghĩa xã hội thị trường. Khi kế hoạch được sử dụng, hệ thống kinh tế được chỉ định là nền kinh tế kế hoạch xã hội chủ nghĩa. Các hình thức phi thị trường của chủ nghĩa xã hội thường bao gồm một hệ thống kế toán dựa trên tính toán bằng hiện vật để định giá tài nguyên và hàng hóa.